# 朱佛定
朱佛定（1889年3月16日—1981年7月13日），名文黼，號黻廷，字佛定，江苏江阴人，中國外交家、教育家、作家、書法家，法學博士。畢業於蘇州高等學堂，欽命獎給舉人，授職大清朝廷中書科中書，昇入京師大學堂（曩日北京大學）深造，旋負笈歐洲，對各國政治之沿革所得甚豐，而待人接物訥訥然，不以名流學者自詡。在臺期間，曾擔任江陰旅臺同鄉會會長。退休後以書法自娛，享高夀93歲。

## 生平
1889年3月16日（清光緖十五年二月十五），生於江蘇江陰城內高巷。
1914年，京師大學堂（曩日北京大學）畢業，部派留學法國、瑞士，獲巴黎大學法學碩士、日內瓦大學法學博士學位。
1919年1月18日至6月28日，巴黎凡爾賽宮召開巴黎和會時，任中國代表團施肇基代表秘書；中國代表團敢在出賣山东的不平等條約面前拒絕簽字，也是中國歷史上的第一次。當時中國代表團成員有五個全權代表，其中有擔任團長的外交總長陸徵祥、駐美公使顧維鈞、南方政府代表王正廷、駐英公使施肇基、駐比公使魏宸組。巴黎和會後北京爆發五四運動。
1919年7月至1923年，巴黎和會後，任中國駐美國大使館二等秘書。
1921年11月11日至1922年2月6日，美國、英國、日本、法國、義大利、荷兰、比利時、葡萄牙、中國九國在美國首都華盛頓舉行國際會議。中國政府時值顔惠慶内閣，派出施肇基、頋維鈞、王寵惠三人爲全權代表，余日章、蔣夢麟爲國民代表，朱佛定爲華盛頓會議中國代表團秘書，中國通過條約收回了山東半島主權和膠濟鐵路權益。當時共130多人組成的龎大代表團出席。原計畫還有廣州政府外交次長伍朝樞為代表，但是孫中山不承認北京政府，要求自派不遂，伍朝樞未赴。
1923年，美國卸任回國，在北京任中國外交部通商司司長。
1925年3月，任中國特命考察歐美各國與日本政治經濟全權專使團首席秘書。專使團成員有：專使：徐樹錚上將；軍事組：諸其祥中將、宋子揚中將、劉桌彬少將、孫傑少將、韓振先、李鼎、司可莊、諸哲文、韓輝榮；政治組：翁克齋、林子峰、張文軒、董世五；秘書組：朱佛定通商司長、王聰彝、薛觀瀾駐英秘書、汪延熙、蔡增基等。4月上旬至法國，大受法國當局的歡迎。白裏索中將負責接待。5月上旬至英國倫敦，徐樹錚專使在“皇家學院”演講兩小時“中國音樂的沿革”，聽講者300餘人。5月26日至瑞士。6月3日至義大利，6月4日在意酋辦公室，專使徐樹錚、墨索里尼相對坐談，朱佛定任翻譯，與巴白力區中將對面立，竟傾談兩小時。6月21日至德國。蘇俄外交部派交際司長到捷克京城迎接、陪同專使團，當時專使團只有徐樹錚、諸其祥、朱佛定、薛觀瀾四人，訪晤史達林、托洛斯基。7月18日專車抵莫斯科站，蘇俄政府要員全體到齊，月薹上2000名紅軍儀仗隊，軍樂悠揚。據當時中國駐俄公使李家鏊說：“蘇俄系以元首禮迎接。”專使團住莫斯科最考究的建築，壁上所掛都是拉菲爾的名畫。照料專使團的是特務機關長耶覺逹，他陪專使團到各處參觀。當晚齊翟林外長在外交部設宴，除齊氏佩寳星穿燕尾服外，其他蘇俄顯要均服布褐過膝，系腰帶、着長靴。史達林也如此。他在宴會中坐第八位，吃得非常香甜，也不與左右交談。是晚蘇俄政府又擺宴，上不同的名酒七道，菜肴之精爲其它國家所沒有的，36種菜式與飲料，宴罷已近午夜一時，齊翟林又邀徐專使至其官邸，暢談通宵。8月3日至比利時。8月9日至荷蘭。進10月，歐洲考察結束，專使團由法國乘船越大西洋去美國。徐樹錚在船上的一次晚餐時突然對全團人員說：“我有一個上聯，只有四個字，‘開公事房’，你們誰能給對出來？”眾人都沒有見過這樣的對聯，不知何意，一時無人說話。徐樹錚說：“你們倒過來讀呀。”於是大家都笑。朱佛定對出“了私情案”，倒讀爲“案情私了”，徐樹錚說對得不錯，因為朱佛定是法律出身，徐又說他“你是三句話不離本行”。10月中旬赴紐約，寓五月花飯店，並至華盛頓晉見柯立芝總統。11月上旬赴東京，寓帝國飯店，並晉見日皇夫婦、首相、外相。11月中旬由日返上海，黃金榮、杜月笙等均登天津丸輪船迎迓。樹錚甚自矜，欲着上將禮服登岸。朱佛定諫曰：“今將軍以考察專使回國，專使文職也，故着常服為佳矣。”樹錚不懌，勉從之。孫傳芳自南京赴上海專誠迎於岸上，12月17日共趨訪張謇於南通。12月19日由滬乘順天輪船23日抵津，乘火車進京。
1928年4月18日-1929年3月21日，任國民革命軍李宗仁之第四集團軍總司令少將秘書長。
1928年12月，北伐戰爭後，任上海法政大學（翌年更名私立上海法政學院）教務長。
1931年，任桂系中國國民黨革命同志會秘書部主任。
1931年6月，私立上海法政學院校董會加推孔祥熙、魏道明、錢永銘、杜月笙、朱佛定等為院董。
1936年6月-1938年2月10日，廣西省政府主席黃旭初兼省立廣西大學校長，廢副校長制，改設秘書長，並設立校本部，以資統轄各學院。省府任命朱佛定為廣西大學秘書長兼文法學院院長(校本部)統轄各學院，朱佛定成為實際上的廣西大學校長。時是李宗仁、白崇禧、黃旭初三氏不可缺少之智多星。
1938年2月10日-10月24日，蔣介石任命朱佛定為安徽省政府委員、秘書長，實際代行李宗仁（因忙於抗日戰事）的安徽省政府主席職務。秘書長職責範圍：(1)審核下級不能決定的文稿；(2)秉承主席命令，指導省政府各機關職務的分配；(3)協助主席監督指導考核所屬各機關的工作；(4)對重要案件的處理方法提出擬議供主席決定；(5)對重要新提案提出擬議供主席決定；(6)根據法令、規章、制度，以省政府名義批發有關檔；(7)根據主席的指示或決定批發有關文件；(8)臨時處理因時間緊迫來不及向主席呈報的事項，但事後必須補報；(9)對中級公務員的任免提出擬議；(10)承主席之命處理本機關經費開支事項；(11)指導監督時間性強的重要統計資料的編制；(12)指導監督考核省政府人事管理機構及其人員的工作情況；(13)辦理機要文件；(14)籌畫及辦理各種重要會議的召開；(15)隨時提請主席注意的重要事項；(16)主席交辦事項；(17)其他應由秘書長管理的事項。
1938年6月12日，安徽省懷寧被日本攻陷，6月27日省府從六安遷立煌，在職員紛紛離去的情況下，省府秘書長朱佛定與建設廳長蔡灝、財政廳長章乃器堅守崗位。
1938年7月9日-10月24日，就任安徽省政府代主席。
1938年10月24日-1943年9月，連任安徽省政府委員、秘書長。
1938年12月1日，安徽省政治軍事幹部訓練班（第五戰區安徽省戰時民眾總動員委員會幹訓班）在立煌古碑沖開學，專題講座兩小時，朱佛定講解“抗日民族統一戰線”、“中國的民主運動”時，大家全無倦意。
1941年12月26日，安徽省政府設立安徽省抗戰史料徵集委員會，該會聘朱佛定等16名委員組成，從事抗戰史料的徵集，編纂《史料叢刊》、《史料長編》、《史料提要》、《史料索引》。
1942年，安徽省政府設計考核委員會首任主任委員。
1943年9月-1945年8月，立煌縣古碑沖黃集省立安徽學院（現安徽師範大學）首任院長。
1945年，安徽學院（現安徽師範大學）編譯委員會《世界月刊》（期刊）主編。
1945年10月25日10時，出席臺北公會堂（今台北市中山堂）舉行臺灣地區接受日本臺灣總督兼日軍第十方面軍司令官安藤利吉投降之受降典禮。
1945年11月21日，國民政府行政院政務處參事。
1947年，4月24日魏道明出任臺灣省政府主席，邀朱佛定赴臺，任國民政府典試委員會試務處主任秘書。
1947年4月29日，行政院第785次會議任命朱佛定為首任臺灣省政府委員。
1947年5月15日-10月14日，代理臺灣省政府民政廳首任廳長。
1947年10月14日-1949年12月15日，臺灣省政府委員兼台灣省民政廳首任廳長。此時的民政廳除掌理一般民政外，尚包括衛生、營建、地政、兵役、山胞行政、戶政等，是名副其實的首席廳，其職權相當於省長。
1949年12月22日-1950年3月31日，代總統李宗仁委任朱佛定爲東南軍政長官公署政務委員會委員。公署設於臺北介壽館（今中華民國總統府 (台北)廰舍），下轄江蘇、浙江、福建、臺灣四省。
1950年3月31日，任國民政府行政院頋問。
1958年前後，任總統府光復大陸設計委員會副秘書長。
1963年12月，奉教育部令，私立大同商業專科學校董事會准予備案，首屆董事為朱榮貴、程傑慷、朱威廉、朱佛定、周友端、林歡邦、張致祥、朱春、唐秉玄等九人。
1965年9月13日-1973年8月1日，臺灣彰化市大埔段19之6號成立私立建國商業專科學校第一屆董事會，推舉創辦人馬繼先為董事長，聘請朱佛定為首任校長。
1965年11月9日-28日，第五届全國美展在歴史博物館展出，書法篆纇刻得奬者：李光啟、朱佛定、卓補林、張金奎。
1968年1月，《景印江陰縣誌》主要發起人之一，親自作序，第一編撰、出資人，時80歲。
1981年7月13日，逝世於臺灣。

## 家族
朱佛定子女很多。長子朱徽章；長女朱以苹，長婿上將空軍總司令、駐約旦大使陳衣凡；次女朱以莘，次婿為外交官，是首任駐德國全權大使、教育部長程天放博士的侄子；侄子朱堅章，法學博士、政治學學者、教育家。
內弟鄧玉題，弟媳陳祖潤；內弟鄧叔鈞；姪女朱綺芬，姪婿陳吉康；侄子朱憲章，侄媳薄月娟；侄子朱圻章；侄子朱堅章；姑侄鄧傳鼎，侄媳蔣淑英；姑侄鄧傳楷，侄媳薄惠娟；姑侄鄧傳鑫，侄媳何以文；姑侄鄧傳鏞，侄媳湯琪；姑侄鄧傳昌。